# 網野友雄
網野 友雄（あみの ともお、1980年9月25日 - ）は、東京都あきる野市出身の元男子プロバスケットボール選手である。ポジションはフォワード。196cm、87kg。田臥世代の一人。

## 来歴・人物
中学まではサッカー選手で、東海大菅生でバスケを始める。
その後、日本大学に進学し、2001年にはさいたま市で開催されたヤングメン世界選手権に出場。
2003年、トヨタ自動車に入社。
2005年、アイシンシーホースへ移籍し、プロ契約を結ぶ。
2006年には世界選手権の日本代表に選ばれる。
2007年にはスポーツマンNo.1決定戦にも参戦し、モンスターボックスでは南山真の持っていたバスケットボール選手記録18段を塗り替える19段(バスケットボール選手新記録)をクリアした。
2011年6月1日付で、移籍選手リストに登録される。3日にはリンク栃木ブレックスと交渉に入ったことが報道された。6月10日、移籍が発表された。
2015年5月27日、現役引退を発表。
引退後、筑波大学大学院修士課程を修了。
2017年、白鷗大学の助教に着任、同時に同大学の男子バスケットボール部の監督兼部長を務めている。

## 経歴
- 東海大菅生高 - 日本大学 - トヨタ自動車(2003年 - 2005年) - アイシン(2005年 - 2011年) - リンク栃木(2011年 - )

## 代表歴
- 2001ヤングメン世界選手権
- 2006世界選手権